# NGC 1193
NGC 1193 في الفهرس العام الجديد، هو عنقود مفتوح، يقع في كوكبة حامل رأس الغول. اكتشف في 24 أكتوبر 1786 بواسطة ويليام هيرشل.

## روابط خارجية
- NGC 1193 على موقع ويكي سكاي: DSS2, SDSS, GALEX, IRAS, Hydrogen α, X-Ray, Astrophoto, Sky Map, Articles and images